# Eva Rosenfeld

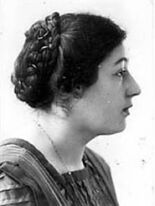
Eva Rosenfeld

Eva Marie Rosenfeld (geb. 5. Januar 1892 in New York; gest. 17. August 1977 in London) war eine deutsch-österreichisch-britische Psychoanalytikerin und Analysandin von Sigmund Freud.

## Leben
In New York geboren wuchs Eva Rosenfeld mit drei älteren Brüder in einem jüdischen Elternhaus in Berlin auf. Ihr Vater, Theodor Rosenfeld (1851 bis 1907), war Theaterintendant und Mitbegründer des Vereins der Freien Bühne Berlin, ihre Mutter war Rosa Rosenfeld, geborene Schiller-Wechsler (1865 bis 1942). Der Vater starb, als sie 16 Jahre alt war. 1909 begann sie als Erzieherin im Zellerhaus, einer Berliner Einrichtung für weibliche Waisen der Arbeiterklasse, zu arbeiten. 1911 heiratete sie den österreichischen Juristen Valentin Rosenfeld (1886–1970) und zog zu ihm nach Wien. Dort kam sie in Kontakt mit der Familie Freud, war aktiv am Leben der Wiener Kultur und der psychoanalytischen Bewegung beteiligt und zog die vier gemeinsamen Kinder groß. Die Familie lebte im 13. Wiener Bezirk Hietzing in einem von dem Architekten Adolf Loos umgebauten Haus in der Wattmanngasse 11. Loos entwarf auch die Wohnungseinrichtung.
1918 starben zwei ihrer Söhne an der Ruhr, 1927 starb ihre Tochter Mädi (Rosemarie) bei einem Bergunfall.
Eva Rosenfeld war befreundet mit Anna Freud und teilte ihr Engagement für benachteiligte Kinder und Jugendliche. Nach dem Tod der beiden Söhne begann sie, schwer erziehbare Mädchen in ihrem Haus aufzunehmen und sie dort in Hauswirtschaft und Gartenpflege zu unterrichten.
Zusammen mit Anna Freud und Dorothy Burlingham gründete sie 1927 als einen ersten Versuch, das psychoanalytische Denken auch im pädagogischen Kontext anzuwenden, die Burlingham-Rosenfeld-Schule in Hietzing, in der eine kleine Gruppe von Kindern von psychoanalytisch geschulten Lehrern unterrichtet wurden. In der bis zum Umzug Rosenfelds nach Berlin 1932 bestehenden Schule unterrichteten u. a. Joan und Erik H. Erikson, zu den Schülern gehörten u. a. August Aichhorns Sohn Walter und W. Ernest Freud. Ernest Freud bezeichnete sie als die großzügigste und fortschrittlichste der insgesamt neun Schulen, die er als Kind besucht habe.
Von 1929 bis 1932 absolvierte sie eine Analyse bei Sigmund Freud. Nachdem es zur Trennung des Ehepaares gekommen war, zog sie nach Berlin zurück und begann eine Zusammenarbeit mit Ernst Simmel. Sie unterstützte ihn in der Leitung eines psychoanalytischen Sanatoriums im Schloss Tegel, das sich aber finanziell nicht halten konnte. Sie begann eine psychoanalytische Ausbildung am Berliner Institut für Psychoanalyse und wurde 1935 Mitglied der Internationalen Psychoanalytischen Vereinigung. Aufgrund der Bedrohung durch den Nationalsozialismus emigrierte sie 1936 mit ihrer Mutter und ihrem Sohn nach England. Dort kümmerte sie sich, wie auch schon in Wien und Berlin, um den ohne seinen Vater nach London emigrierten W. Ernest Freud, der einige Jahre mit in ihrer Familie lebte. Von 1938 bis 1941 absolvierte sie eine weitere Analyse bei Melanie Klein und wurde Mitglied der Britischen Psychoanalytischen Gesellschaft. In der Kontroverse zwischen Anna Freud und Melanie Klein schloss sie sich der sogenannten Mittleren Gruppe an, zu der auch Donald W. Winnicott und Michael Balint gehörten. Sie führte eine Praxis in Oxford, war als Lehranalytikerin tätig und hielt psychoanalytische Vorträge.

## Schriften
- The Pan-headed Moses. A parallel. Vortrag vor der British Psycho-Analytical Society 1950
- Dream and vision Some remarks on Freud's Egyptian bird dream. International Journal of Psychoanalysis 37, 1956, 97–105
- Obituary Hedwig Hoffer 1888–1961. International Journal of Psychoanalysis 1962, 477
- Recollected in Tranquillity. Unveröffentlichte Memoiren